# Косарал (Сырымский район)
Косарал (каз. Қосарал) — село в Сырымском районе Западно-Казахстанской области Казахстана. Административный центр Жетыкольского сельского округа. Находится на левом берегу реки Булдырты. Код КАТО — 275845100.

## Население
В 1999 году население села составляло 993 человека (473 мужчины и 520 женщин). По данным переписи 2009 года, в селе проживали 922 человека (479 мужчин и 443 женщины).

## Известные жители и уроженцы
- Сатаев, Есенжан (1888—1956) — Герой Социалистического Труда.